# Kalonka (voivodato de Mazovia)
Kalonka es un pueblo de Polonia, en Mazovia. Se encuentra en el distrito (Gmina) de Pilawa, perteneciente al condado (Powiat) de Garwolin. Se encuentra aproximadamente a 8 km al noreste de Pilawa, 14 km al norte de Garwolin, y a 47 km al sureste de Varsovia. Su población es de 270 habitantes.
Entre 1975 y 1998 perteneció al voivodato de Siedlce.